# Cofana polaris
Cofana polaris  (лат.) — вид прыгающих насекомых рода Cofana из семейства цикадок (Cicadellidae). Африка (Либерия, Нигерия, Буркино-Фасо, Демократическая Республика Конго). Длина самцов — 5,3—6,3 мм, самок — 5,3—7,2 мм. Жёлтовато-коричневые цикадки с чёрными отметинами. По пронотому проходит продольная тёмная линия. Питаются соками растений. Вид был впервые описан в 1979 году американским энтомологом Дэвидом Янгом (David Allan Young, 1915—1991).